# Les aventures de Robert Macaire
Les aventures de Robert Macaire er en fransk stumfilm fra 1925 instrueret af Jean Epstein.

## Medvirkende
- Jean Angelo som Robert Macaire
- Suzanne Bianchetti som Louise de Sermèze
- Marquisette Bosky som Jeanne
- Lou Dovoyna som Victoire
- Maximilienne
- Niblia som Eugénie Mouffetard
- Alex Allin som Bertrand